# Cerca de las estrellas (programa de televisión)
Cerca de las estrellas fue un programa de televisión emitido en España, dedicado al baloncesto, y más concretamente a la liga profesional americana NBA. Salió en antena en TVE por primera vez en 1988 dirigido por Ramón Trecet acompañado por el periodista Esteban Gómez.
A pesar de su difícil horario de emisión (en un primer momento se emitió los viernes a altas horas de la madrugada, alrededor de las 12 de la noche, y posteriormente los sábados a las 12 de la mañana), consiguió convertirse en una referencia en el panorama televisivo español, tanto por la espectacular novedad que suponía el baloncesto americano (hasta entonces sólo accesible por vídeo, de forma muy restringida) como por su formato y estilo ameno.
La emisión de los encuentros era siempre en diferido, pero introducía análisis de expertos, que se alejaban del comentario propio del partido y suponían lecciones magistrales de baloncesto en general. El estilo era el propio de Ramón Trecet: intensidad, animación, humor...
El programa empezó con la retransmisión de partidos, para luego ir incluyendo secciones, más o menos formales, como las mejores jugadas de la semana o "la jugada tonta". El primer partido recogido en el programa fue un Boston Celtics - Milwaukee Bucks el 7 de febrero de 1988.
La sintonía del programa era la canción Faith, de George Michael.
- Datos: Q5762475